# Campanula occidentalis
Campanula occidentalis là loài thực vật có hoa trong họ Hoa chuông. Loài này được Y.Nyman mô tả khoa học đầu tiên năm 1991.